# Danny Hale
Agent Danny Hale is een fictieve figuur in de televisieserie Prison Break en is daarin een geheim-agent die werkt voor The Company. Hij wordt gespeeld door Danny McCarthy. 
Hale komt al in de eerste aflevering van de serie voor en is bijna altijd te zien samen met zijn collega Paul Kellerman. In aflevering 13 van seizoen 1 ("End of the Tunnel") wordt hij echter neergeschoten door Kellerman, als hij de advocaten van Lincoln Burrows informatie wil overhandigen over Terrence Steadman. Hoewel hij al doodgaat in aflevering 13, is hij in aflevering 16 ("Brother's Keeper") nog te zien. Dit is namelijk een aflevering die zich in het verleden afspeelt, rond de tijd dat Lincoln de moord pleegde.